# Tetrix jingheensis
Tetrix jingheensis är en insektsart som beskrevs av Liang och Z. Zheng 1998. Tetrix jingheensis ingår i släktet Tetrix och familjen torngräshoppor. Inga underarter finns listade i Catalogue of Life.